# さつますもじ
さつますもじは、鹿児島県の郷土料理。ちらし寿司、ばらずしの一種である。

## 概要
鹿児島県には酒寿司という郷土料理もあるが、酒寿司は殿様や上級武士の間で食される海の幸や山の幸と酒をふんだんに使った寿司であるのに対し、さつますもじは、季節の食材を使った庶民の寿司となる。
祝い事の食事や来客をもてなす食事として作られる。

## 特徴
使用する具材は各家庭によって異なるが、具も飯も甘く仕立てるのが特徴である。具を酢飯に混ぜる際にはしゃもじを使わずに手でかき混ぜるが、鹿児島県の伝統酒である灰持酒で手を濡らしながら混ぜる。灰持酒は料理が冷めた際にうま味を増す効果がある。近年は子どもでも食べられるように酒を用いずに作ることもある。

## 名称の由来
「すもじ」は女房言葉で寿司の意である。「薩摩のちらし寿司」が転じて「さつますもじ」となった